# Jaromír Rajtora
Jaromír Rajtora (14. prosince 1905 – ???) byl český a československý politik Komunistické strany Československa a poúnorový poslanec Národního shromáždění ČSSR.

## Biografie
V roce 1946 se jistý Jaromír Rajtora uvádí jako nově nastupující předseda Místního národního výboru v obci Horní Police. V roce 1951 se s rodinou odstěhoval do Doks. Ve volbách roku 1960 byl zvolen za KSČ do Národního shromáždění ČSSR za Severočeský kraj. Podílel se na projednání nové ústavy ČSSR z roku 1960. V Národním shromáždění zasedal až do konce volebního období parlamentu, tedy do voleb v roce 1964.

## Obraz
Jaromíra Rajtoru vyobrazila malířka socialistického realismu Alena Čermáková ve svém obraze Soudruh Rajtora vypravuje o svém zájezdu do Sovětského svazu, který byl uveden na I. přehlídce československého výtvarného umění v roce 1951 v Jízdárně pražského hradu. Obraz byl vystaven v roce 2020 na výstavě Obraz zemědělství v socialistickém realismu na zámku Kačina, kam jej zapůjčilo Národní zemědělské muzeum.

## Vyznamenání
- Řád práce – č. matriky 1652 v roce 1961[8]
- Řád Vítězného února – č. matriky 268 v roce 1975[9]